# Apelskolan, Lund
Apelskolan är en skolbyggnad i centrala Lund belägen strax utanför stadskärnan på Apelgatan 1 söder om Södra Esplanaden.

## Historik
Skolbyggnaden uppfördes 1908 av Lunds landsförsamling och hette då Lilla Råby skola. Tidigare hade Lilla Råbys folkskola legat i en tidigare bondgård i närheten.
I samband med att Lilla Råby inkorporerades i Lunds stad sålde landsförsamlingen skolan 1913 till staden. Skolan byggdes därefter om flera gånger under de följande decennierna.
År 1926 bildades Kommunala mellanskolan som tog över Lilla Råby skolas lokaler. Inför detta byggdes huset om efter stadsarkitekt John Ancherts ritningar. Kommunala mellanskolan slogs 1933 ihop med Kommunala flickskolan och flyttade till Lunds fullständiga läroverk för flickors tidigare lokaler. Lokalen användes därefter som stadens första vandrarhem 1933. Byggnaden användes senare åter som folkskola.
Den 22 augusti 1968 invigdes en ny typ av utbildningsverksamhet kallad gymnasieklinik i byggnaden. Från 1982 användes byggnaden av Komvux.
Lilla Råbyskolan kallades ibland informellt även Apelskolan för att skilja den från skolan i Stora Råby. År 1969 ändrades namnet formellt till Apelskolan.
I augusti 1995 blev Apelskolan åter en grundskola när några klasser från Vårfruskolan började där. De elever som gick på Apelskolan hade idrott och slöjd på Vårfruskolan, så hastighetsgränsen på Södra Esplanaden sänktes från 50 till 30 för att göra promenaden mellan skolorna säkrare. Från hösten 2003 fick Apelskolan en Montessoriprofil.
Den 21 december 2023 bestämde barn- och skolnämnden att Apelskolan skulle läggas ner från vårterminen 2026. Hösten 2026 planeras eleverna flyttas till Vårfruskolan som är stängd för renovering 2024–2026.